# Здание офиса президента Украины
Здание офиса президента Украины (укр. Будівля Офісу Президента України) — сооружение, расположенное на ул. Банковой, 11. Возведено в 1936—1939 годах на фундаменте здания 1870-х годов. В здании размещается Офис президента Украины, изначально учреждение созданное Леонидом Кравчуком 13 декабря 1991 года (указ № 6/1991) как Администрация Президента Украины.

## История
Первое здание на Банковой улице по проекту архитектора Александра Шиле возвели в 70-х годах XIX века.
В разные годы здесь работали известные военачальники. До революции 1917 года — генералы Российской империи Михаил Алексеев, Михаил Драгомиров, Владимир Сухомлинов. В 1918 году здесь размещался Генеральный штаб армии Украинской Народной Республики во времена правления гетмана Павла Скоропадского — Генштаб армии Украинской Державы. Среди штабных работников были выдающиеся украинские военачальники — командир армии УНР генерал-хорунжий Василий Тютюнник, генерал-хорунжий Марк Безручко, полковник Евгений Мешковский.
Современное здание возвели на фундаменте сооружения XIX века. В советское время здесь работали Александр Егоров, Иона Якир, Василий Блюхер, Георгий Жуков, Николай Ватутин. Во время нацистской оккупации Киева на Банковой, 11 располагался Киевский генералкомиссариат. После Великой Отечественной в здании на Банковой размещался Центральный комитет Компартии Украины. Именно здесь были кабинеты первых секретарей ЦК КПУ Никиты Хрущёва, Леонида Мельникова, Алексея Кириченко, Николая Подгорного, Петра Шелеста, Владимира Щербицкого.

## Архитектура
Современное здание возвели накануне Великой Отечественной войны в 1936—1939 годах для штаба Киевского особого военного округа. Автор проекта — архитектор Сергей Григорьев. Его помощником был архитектор-академик Борис Жежерин, который одновременно был автором сооружения дворца-санатория «Конча-Заспа» и главного павильона Национального Экспоцентра Украины.
На сохранившемся фундаменте симметричных корпусов XIX века достроили новые стены и оформили здание как реконструированное сооружение. Новое здание получило удлинённые крылья, а в центре композиции — массивный ризалит со вставной колоннадой большого коринфского ордера. Властную монументальность дома подчёркнуто тяжёлым антаблементом, облицовкой цоколя полированным лабрадоритом, серой штукатуркой «под шубу». Добавили величия и четыре полированных каменных шара, фланкирующих портал парадного входа. Зодчий настолько точно рассчитал все детали, что огромный дом, несмотря на расположение на узкой улице, не только не раздавил окружающую среду, но и хорошо просматривается со всех точек: с Институтской и Лютеранской улиц, с соседней площади им. Франко и с далёкой Михайловской площади.
Помещение построено в стиле «торжественного сталинского коммунистически-советского монументалистского ампира с древнеримской стилизацией», который был призван символизировать величие, могущество и вечность коммунистического режима. По другим источникам в стиле дома сочетаются элементы классического стиля и украинского барокко.
На внутреннем дворе размещены столовая, прачечная, химчистка, типография, помещение Государственного управления делами и т. д.
По состоянию на начало ХXI века здание требует полного капитального ремонта.

## Экскурсии
Каждую субботу проводятся экскурсии «На Банковой». Посетители имеют возможность осмотреть второй этаж Офиса президента, «Дом с химерами» и Дом «плачущей вдовы» (ул. Лютеранская, 23).